# Encephalartos trispinosus
Encephalartos trispinosus es una especie de Cycadopsida del género Encephalartos, de la familia Zamiaceae, del orden Cycadales.

## Distribución
Encephalartos trispinosus se distribuye por Sudáfrica (E Cape).

## Taxonomía
Fue descrita científicamente por (Hook.) R.A.Dyer. Fue publicado por primera vez en R.A.Dyer. In: J. S. African Bot. 31(2): 112-116, pl. 20. (1965).